# Pata de Mula (manzana)
Pata de Mula es el nombre de una variedad cultivar de manzano (Malus domestica). Esta manzana es originaria de Galicia, está cultivada en la colección de árboles frutales y banco de germoplasma de Mabegondo con el Nº 248; ejemplares procedentes de esquejes localizados en San Tomé de Insua, parroquia del municipio de Vila de Cruces (Pontevedra).

## Sinónimos
- "Manzana Pata de Mula",[4][5]
- "Maceira Pata de Mula".

## Características
El manzano de la variedad 'Pata de Mula' tiene un vigor vigoroso. Tamaño grande y porte erguido.
Época de inicio de brotación a partir del 24 de abril y de floración a partir del 13 de mayo.
Las hojas tienen una longitud del limbo de tamaño medio, con la máxima anchura del limbo es media. Longitud de las estípulas es larga y la máxima anchura de las estípulas es media. Denticulación del borde del limbo es serrado, con la forma del ápice del limbo cuspidado y la forma de la base del limbo es obtuso. Con subestípulas ausentes.
Sus flores tienen una longitud de los pétalos larga, con una anchura de los pétalos ancha, disposición de los pétalos en contacto
entre sí, con una longitud del pedúnculo media.
La variedad de manzana 'Pata de Mula' tiene un fruto de tamaño pequeño, de forma intermedia-cónica, de color amarillo, con chapa lavada, e intensidad pálida. Epidermis de textura desigual, con pruina en su superficie y con presencia de cera débil. Sensibilidad al "russeting" (pardeamiento áspero superficial que presentan algunas variedades) medianamente sensible. Con lenticelas de tamaño pequeño.
Los sépalos están dispuestos de forma variable, y superpuestos en su base; su fosa calicina es poco profunda y de una anchura estrecha. Pedúnculo de grosor estrecho y de longitud largo, siendo la cavidad peduncular de una profundidad poco profunda y de anchura estrecha. Con pulpa de color blanca-amarilla, cuya firmeza es intermedia y su textura es intermedia; su jugosidad es intermedia, con sabor de acidez débil, y poco aromática.
Época de maduración y recolección a partir del 17 de septiembre. 'Pata de Mula' es una manzana que su destino es la conservación de esta variedad en el banco de germoplasma de Mabegondo como reserva genética.

## Susceptibilidades
- Oidio: ataque débil
- Moteado: no presenta
- Raíces aéreas: ataque débil
- Momificado: no presenta
- Pulgón lanígero: ataque débil
- Pulgón verde: no presenta
- Araña roja: no presenta
- Chancro del manzano: ataque débil.[3]